# Liczby deficytowe
Liczba deficytowa (liczba niedostateczna) – liczba naturalna, której suma (dodatnich) dzielników właściwych jest mniejsza od niej, to znaczy zachodzi dla niej nierówność {\displaystyle \sigma (n)<2n,} gdzie {\displaystyle \sigma } to funkcja sigma.
Liczbami deficytowymi są liczby pierwsze oraz ich potęgi, a także dzielniki liczb doskonałych i deficytowych, w szczególności deficytowe są potęgi dwójki. W parze liczb zaprzyjaźnionych większa z nich jest deficytowa.
Istnieje nieskończenie wiele liczb deficytowych, zarówno parzystych, jak i nieparzystych. W przedziale {\displaystyle [n,n+\ln(n)^{2}]} jest przynajmniej jedna liczba deficytowa.
| n-ta liczba deficytowa | 1 | 2 | 3 | 4 | 5 | 6 | 7 | 8 | 9  | 10 | 11 | 12 | 13 | 14 | 15 | 16 | 17 | 18 | 19 | ...(ciąg A005100 w OEIS) |
| ---------------------- | - | - | - | - | - | - | - | - | -- | -- | -- | -- | -- | -- | -- | -- | -- | -- | -- | ------------------------ |
| wartość liczbowa       | 1 | 2 | 3 | 4 | 5 | 7 | 8 | 9 | 10 | 11 | 13 | 14 | 15 | 16 | 17 | 19 | 21 | 22 | 23 | ...(ciąg A005100 w OEIS) |